# Конвенция об открытом море

Международные воды обозначены синим цветом.

Конвенция об открытом море — международный договор, заключённый по итогам Конференции Объединённых Наций в Женеве 29 апреля 1958. Вступил в силу 30 сентября 1962 года.
Официальные аутентичные языки документа — английский (англ. Convention on the High Seas), испанский (исп. Convención sobre Alta Mar), китайский (кит. 公海公約), русский и французский (фр. Convention sur la haute mer).
СССР ратифицировал конвенцию 20 октября 1960.
На 2018 год ратифицирован 63 странами: последней ратифицировала Черногория в 2006 году.

## Содержание
Договор содержит 37 статей:
- Статья 1: Определение «открытого моря» как всех вод, не относящихся к территориальным или внутренним водам государств.
- Статья 2: Заявление о принципах открытого моря: свободы судоходства, рыболовства, прокладки подводных кабелей и трубопроводов, полетов.
- Статья 3: Провозглашение принципа доступа к морю для государств, не имеющих выхода к морю.
- Статьи 4-7: Концепция государства флага.
- Статья 8: Военные корабли.
- Статья 9: Другие суда в государственной службе.
- Статьи 10-12: Безопасность, спасение.
- Статья 13: Запрещение перевозки рабов в море.
- Статьи 14-21: Пиратство.
- Статья 22: Досмотр торговых судов военными кораблями.
- Статья 23: Правила преследования судна правоохранителями в открытом море.
- Статьи 24-25: Загрязнение.
- Статьи 26-29: Подводные кабели и трубопроводы.
- Статьи 30-37: Правовые рамки, ратификация, присоединение.